# Archaeosynthemis leachii
Archaeosynthemis leachii е вид водно конче от семейство Synthemistidae. Видът е незастрашен от изчезване.

## Разпространение
Разпространен е в Западна Австралия.

## Описание
Популацията на вида е стабилна.